# Elaeocarpus grandifolius
Elaeocarpus grandifolius är en tvåhjärtbladig växtart som beskrevs av Wilhelm Sulpiz Kurz. Elaeocarpus grandifolius ingår i släktet Elaeocarpus och familjen Elaeocarpaceae. Inga underarter finns listade i Catalogue of Life.